# STS–34
Az STS–34 jelű küldetés az amerikai űrrepülőgép-program 31., az Atlantis űrrepülőgép 5. repülése.

## Küldetés
Legfőbb feladat a Galileo űrszonda üzembe helyezése, a Jupiter pályairányába állítása volt. A Space Shuttle csak a második űrrepülőgép (első az STS–30 volt) amelyik planetáris műholdat telepített a világűrben.

## Jellemzői
A beépített kanadai Canadarm (RMS) manipulátor kart 50 méter kinyúlást biztosított (műholdak indítás/elfogása, külső munkák [kutatás, szerelések], hővédőpajzs külső ellenőrzése) a műszaki szolgálat teljesítéséhez.

### Első nap
Az űrrepülőgép indításánál környezetvédelmi tiltakozó csoport verődött össze. A Galileo energia ellátását két radioizotópos termoelektromos generátor (RTG) biztosította.
1989. október 18-án a szilárd hajtóanyagú gyorsítórakéták, Solid Rocket Booster(SRB) segítségével Floridából, a Cape Canaveral (KSC) Kennedy Űrközpontból, a LC39–B (LC–Launch Complex) jelű indítóállványról emelkedett a magasba. Az orbitális pályája 90,6 perces, 34,3 fokos hajlásszögű, elliptikus pálya perigeuma 298 kilométer, az apogeuma 307 kilométer volt. Felszálló tömeg indításkor 116 831 kilogramm, leszálló tömeg 88 881 kilogramm. Szállított hasznos teher felszálláskor 22 064 kilogramm

## Hasznos teher
1. A Galileo űrszonda.
2. Shuttle Solar (SSBUV) – ultraibolya visszaverődés segítségével mérték a légköri ózon és  napenergia sugárzásának adatait.
3. Polymer Morfológia (PM) – a 3M Company és a NASA közös kísérlete különböző polimerek előállítására.
4. Lightning Experiment (MLE) – villámlások megfigyelése a Föld felső légkörben.
5. Egyetemi megbízásra – jégkristály növekedési kísérlet-; mezőgazdasági magkísérletek (GHCD)-; hormonkoncentrációs kísérlete.
6. IMAX (70 milliméter) kamera segítségével minden műveletet rögzítettek egy későbbi dokumentumfilm részére. A dokumentálás a NASA és a Nemzeti Légügyi és Űrkutatási Múzeum együttműködése alapján készült.
7. Orvos- biológiai kísérletek, mérések az űrhajósok segítségével.
8. Air Force Maui Optikai Site (AMOS) – az űrrepülőgép (polgári, katonai) elektromos- és optikai megfigyelésének elősegítése.
9. Sensor Technology Experiment (Stex) – a jelen lévő sugárzások mérése.

### Műhold
A tehertérben rögzített műholddat a Canadarm (RMS) manipulátor kar segítségével pályairányba állították. A műhold pályairányba állítását követően az űrrepülőgép 13-16 kilométerre eltávolodott. A műholdat a 47 perc múlva, automatikusan induló IUS főmotor sikeresen pályairányba állította.

#### Galileo űrszonda
1989. október 12-től 41 nap állt rendelkezésre, hogy a Jupiterhez vezető kapuba helyezzék a műholdat. Az űrrepülőgép különféle okok miatt (technikai hibák, időjárási viszontagságok) csak október 18-án indulhatott szolgálatára. Startot követő hetedik órában a legénység sikeresen pályairányba állította a Galileo űrszondát.

#### Negyedik nap
1989. október 23-án Kaliforniában az Edwards légitámaszponton (AFB) szállt le. Összesen 4 napot, 23 órát, 39 percet és 21 másodpercet töltött a világűrben. 3 200 000 kilométert (1 800 000 mérföldet) repült, 79 alkalommal kerülte meg a Földet. Egy különlegesen kialakított Boeing 747 tetején október 29-én visszatért kiinduló bázisára.

## Személyzet
(zárójelben a repülések száma az STS–34-gyel együtt)
- Donald Williams(2), parancsnok
- Michael McCulley (1), pilóta
- Franklin Chang Diaz (2), küldetésfelelős
- Shannon Lucid (2), küldetésfelelős

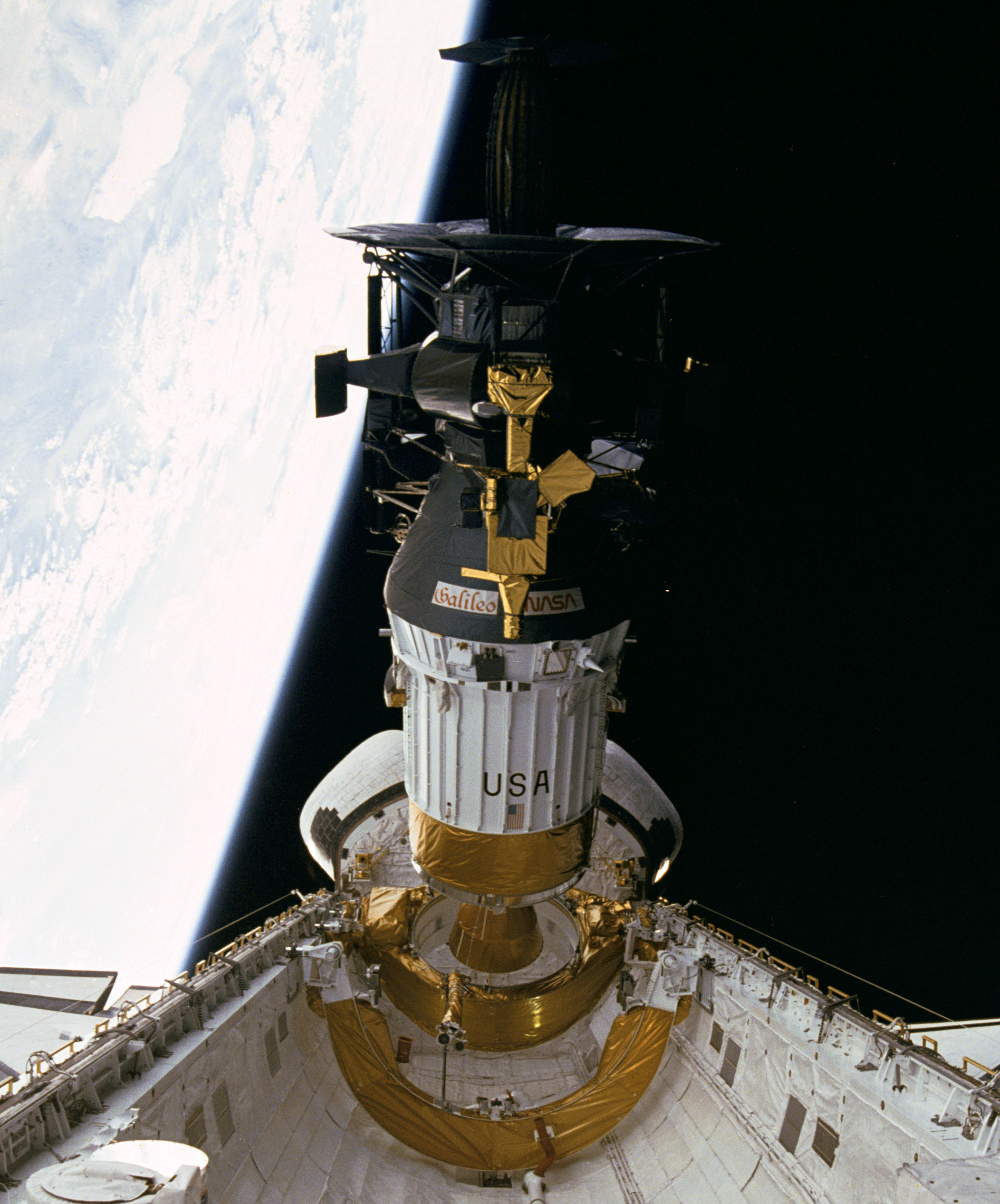
A Galileo elhagyja az Atlantis rakterét

- Ellen Baker  (1), küldetésfelelős

### Visszatérő személyzet
- Donald Edward Williams (2), parancsnok
- Michael McCulley (1), pilóta
- Franklin Chang Diaz (2), küldetésfelelős
- Shannon Matilda Wells Lucid (2), küldetésfelelős
- Ellen Louise Shulman Baker  (1), küldetésfelelős